# Cloche d'annonce
Une cloche d'annonce ou cloche électrique est un dispositif de signalisation sonore ferroviaire permettant de communiquer diverses informations concernant l'exploitation des trains et la sécurité des circulations. Cet équipement est en grande majorité installé sur les lignes à voie unique et parfois sur les lignes à double voie. La cloche sert notamment à informer de l'arrivée d'un train dans un sens ou dans l'autre de circulation mais aussi à communiquer d'autres évènements ou informations, et ce, grâce à un système codifié de signaux sonores. Une ou plusieurs cloches sont généralement présentes à chaque gare, passage à niveau (PN) et ouvrage d'art important de la ligne.
Les cloches d'annonce apparaissent dans un premier temps en Allemagne et en Autriche vers 1840 avant que le système ne soit introduit dans d'autres pays européens. Rendues obligatoires en France dans les années 1880, les cloches d'annonce tombent en désuétude vers 1970 avec l'automatisation massive des PN.

## Histoire
En plus des signaux visuels, le chemin de fer fait depuis ses débuts appel à une variété de signaux sonores comme les sifflets de locomotives, les cloches de tender, les sifflets ou les clairons,. La multiplication des accidents en nez à nez — notamment sur les lignes à voie unique — conduit les administrations de chemins de fer et les autorités à se pencher sur un moyen de transmettre efficacement les notifications d'engagement des trains en ligne.
Dès les années 1840, les chemins de fer allemands expérimentent des dispositifs d'alarme sonore à électroaimant. La Compagnie des chemins de fer de Thuringe (de) fait office de précurseure en installant en 1846 un système de trente-neuf cloches sur la ligne de Halle-sur-Saale à Weißenfels. Un système de même type, conçu par l'horloger berlinois Ferdinand Leonhardt, est installé sur la ligne de Magdebourg à Buckau de la Compagnie Berlin-Potsdam-Magdebourg (de). En 1847, Werner von Siemens commence à construire les premières cloches d'annonce à commande électromagnétique de type Siemens,. Le modèle Siemens et Halske (ou simplement Siemens) devient alors courant en Allemagne.
La technologie s'exporte en Europe et des cloches d'annonce sont installées le long des voies par exemple en France, aux Pays-Bas ou en Suisse. Deux constructeurs se partagent la majorité du marché européen : Siemens et Leopolder. En France, ces cloches sont respectivement surnommées « cloche allemande » et « cloche autrichienne » en référence à leurs pays d'origine,. Siemens produit deux types différents de cloche : cloche à « manteau » et cloche sur pied,,.

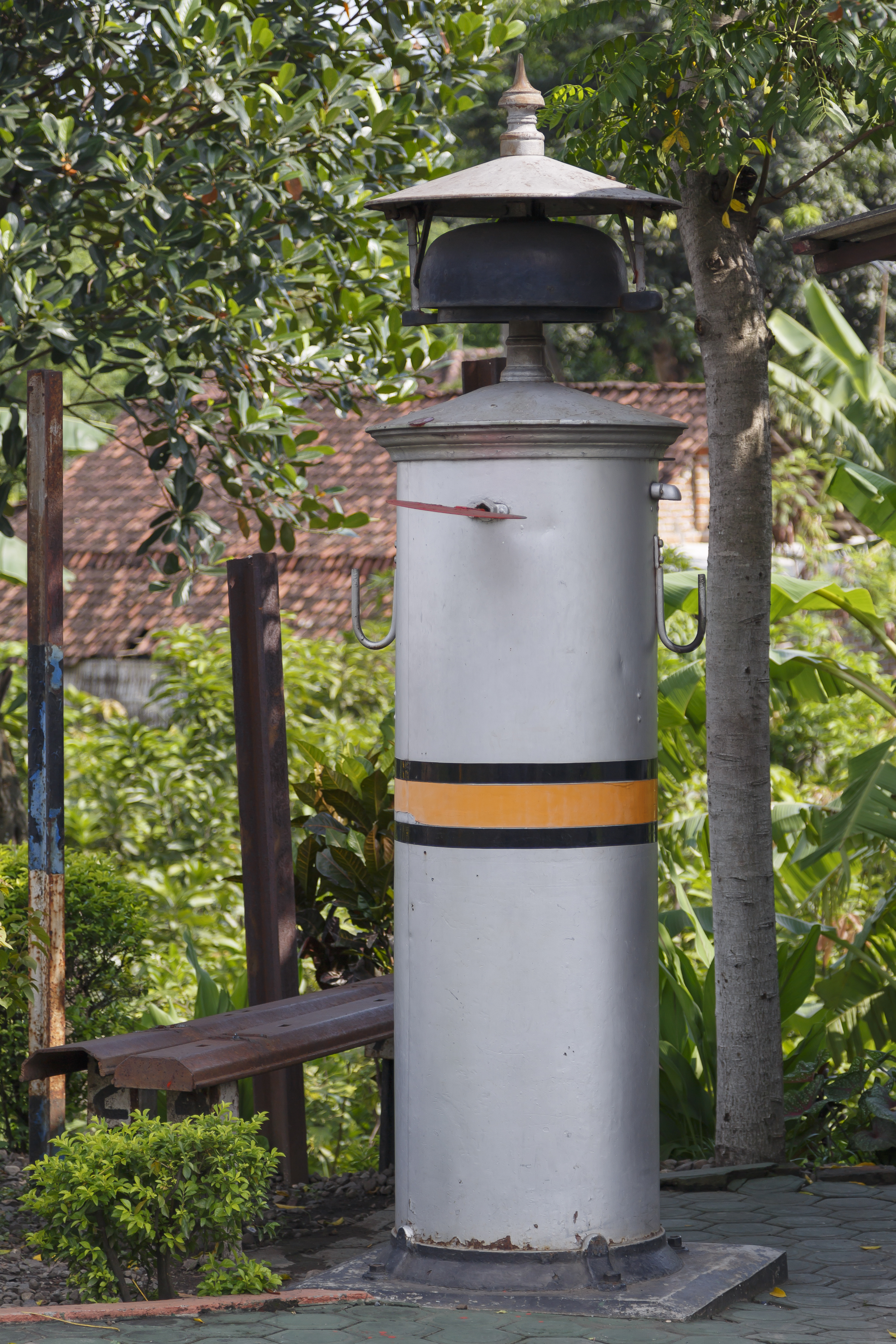
Cloche à manteau Siemens à Baron.
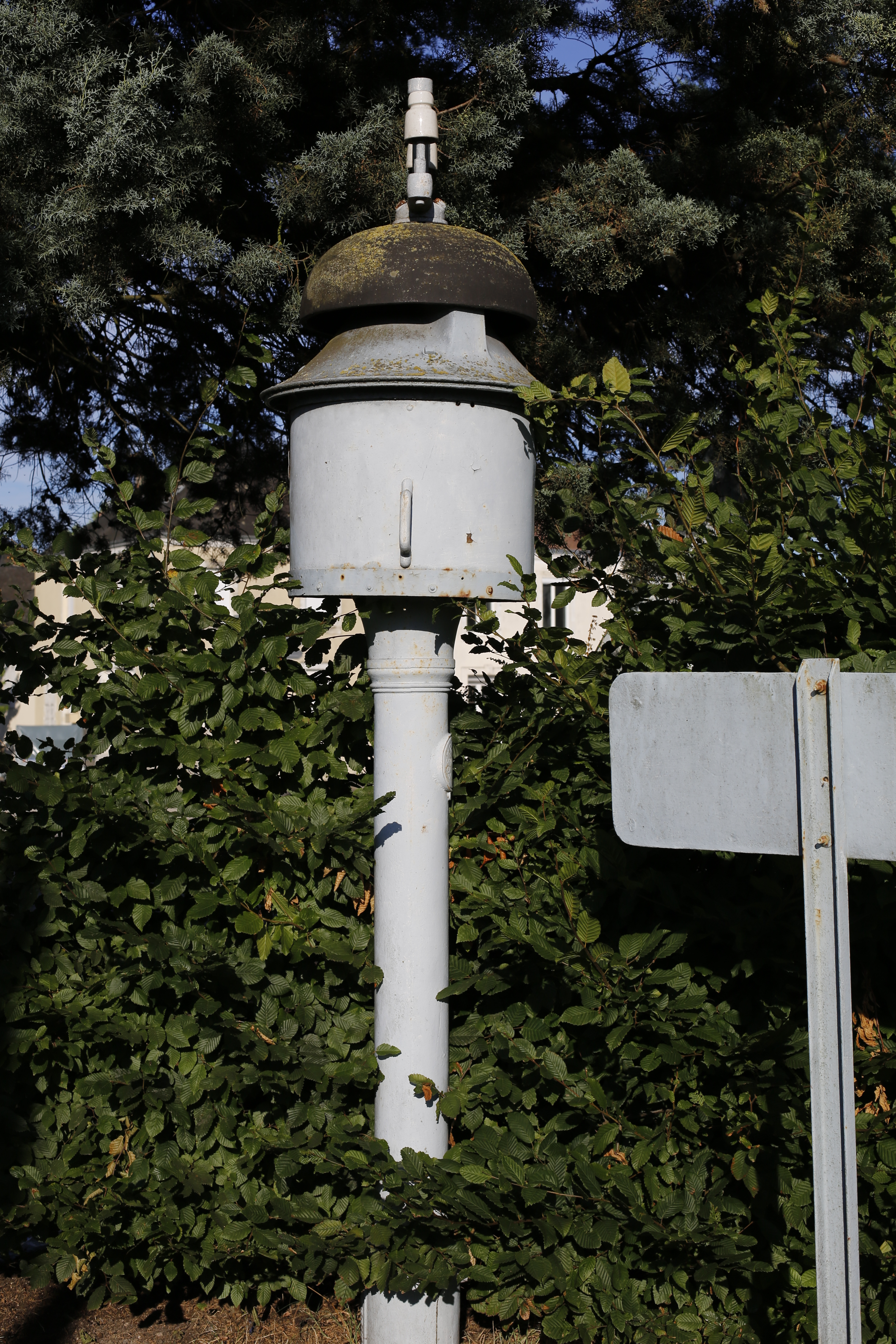
Cloche sur pied Siemens à Tuffé.
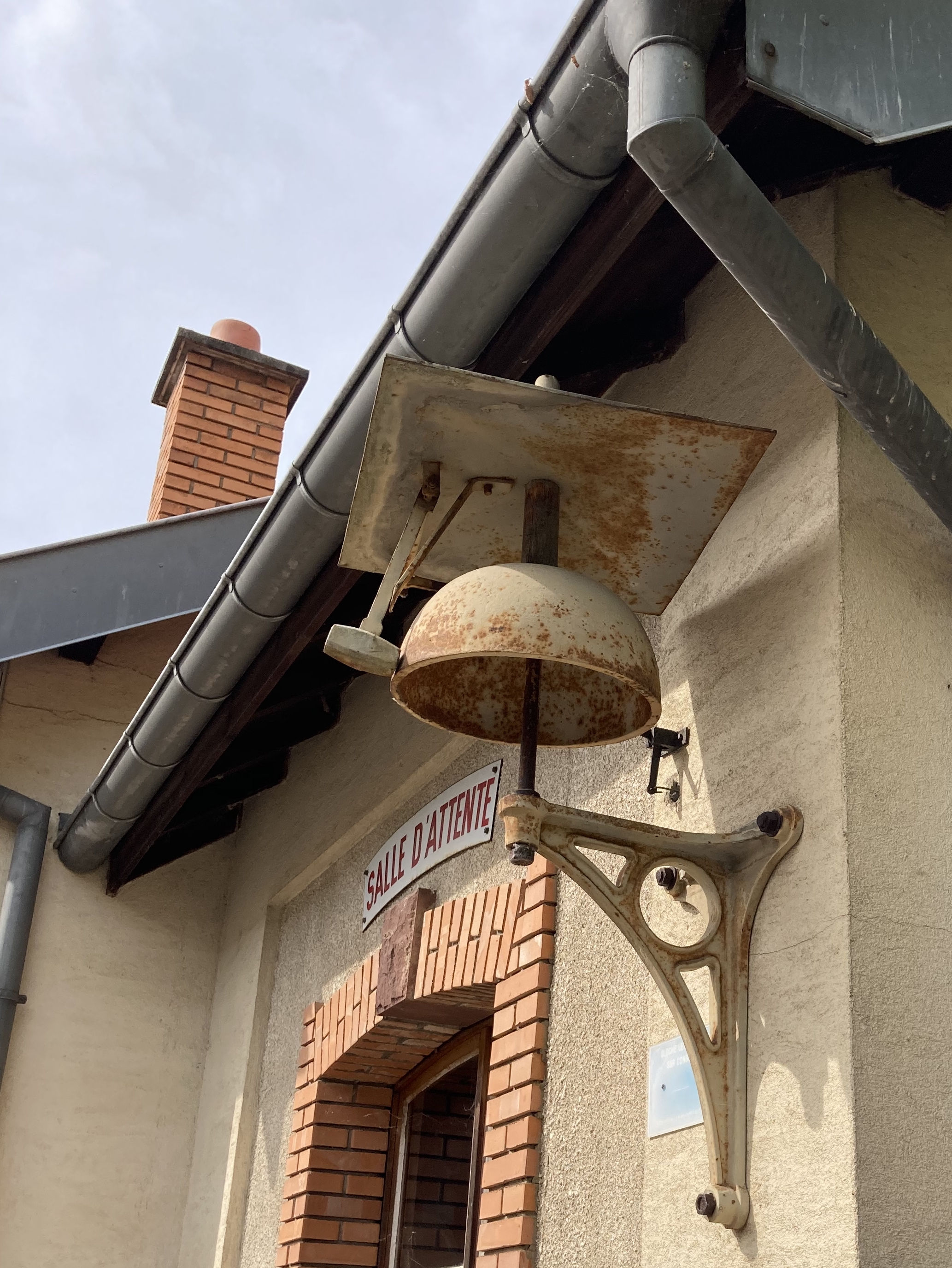
Cloche Leopolder à la Cité du train.

En France, la Compagnie des chemins de fer du Nord installe des cloches Siemens dès 1862 sur les lignes à voie unique et à partir de 1865 pour les lignes à double voie. En 1876, la Compagnie des chemins de fer de Paris à Lyon et à la Méditerranée (PLM) étudie en Autriche et en Italie le système Leopolder et décide de l'expérimenter sur la ligne de Culoz à Saint-Michel-de-Maurienne. Le système est par la suite progressivement généralisé sur l'ensemble du réseau à voie unique de la Compagnie après amélioration du dispositif par Breguet,. Une circulaire du ministère des Travaux publics datée du 13 septembre 1880 impose aux compagnies ferroviaires d'installer des cloches d'annonce sur les lignes à voie unique où circulent plus de six trains réguliers par jour dans chaque sens. Une nouvelle circulaire du 12 janvier 1882 prescrit que ces dispositifs doivent être installés sur toutes les lignes à voie unique à l'exception de celles parcourues en navette par une seule locomotive.
Les réseaux de cloches d'annonce sont rendus obsolètes par la modernisation de la signalisation ferroviaire. Entre le développement du block-système et la généralisation du cantonnement téléphonique en 1939, les cloches renforcent la sécurité des circulations en annonçant l'arrivée des trains aux passages à niveau. L'automatisation massive des PN dans les années 1970 condamne les cloches d'annonce en France. Quelques-unes sont encore utilisées aujourd'hui comme en Suisse sur les Chemins de fer rhétiques et plusieurs sont préservées dans des musées ou chez des particuliers.

## Utilisation
Les cloches sont installées majoritairement sur les lignes à voie unique et sont notamment disposées dans les gares et à côté des maisons de garde des passages à niveau,. Elles permettet d'annoncer l'envoi d'un train en ligne dans un sens ou dans l'autre, et ce, dans le but d'éviter un nez à nez de deux trains pouvant conduire à un accident ferroviaire majeur. Une seule cloche est généralement installée dans les gares terminus tandis que deux cloches sont présentes dans les gares intermédiaires de façon à communiquer les informations concernant les sections de ligne de part et d'autre de la gare. Des cloches peuvent également être placées à proximité des ouvrages d'art comme les tunnels.
Quand le train est envoyé en ligne, le signal électrique est émis jusqu'à la prochaine gare et fait retentir toutes les cloches présentes sur le trajet intermédiaire. En cas d'information discordante (notamment l'envoi simultané de deux trains en sens contraires) ou d'émission d'un signal d'alerte, les employés des compagnies de chemin de fer — notamment les gardes-barrières — doivent avertir par tout moyen approprié les équipes de conduite des trains concernés, en plaçant par exemple des pétards sur la voie imposant l'arrêt des trains. En cas de dérive de matériel, courante avant la généralisation du frein automatique sur le matériel roulant, les agents sont également invités à réaliser toutes les opérations permettant de limiter les dégâts. Les signaux électriques sont émis depuis les gares à l'aide de transmetteurs automatiques fabriqués par Breguet ou Chaudeur qui permettent d'envoyer des séquences prédéfinies en fonction du message à transmettre,.

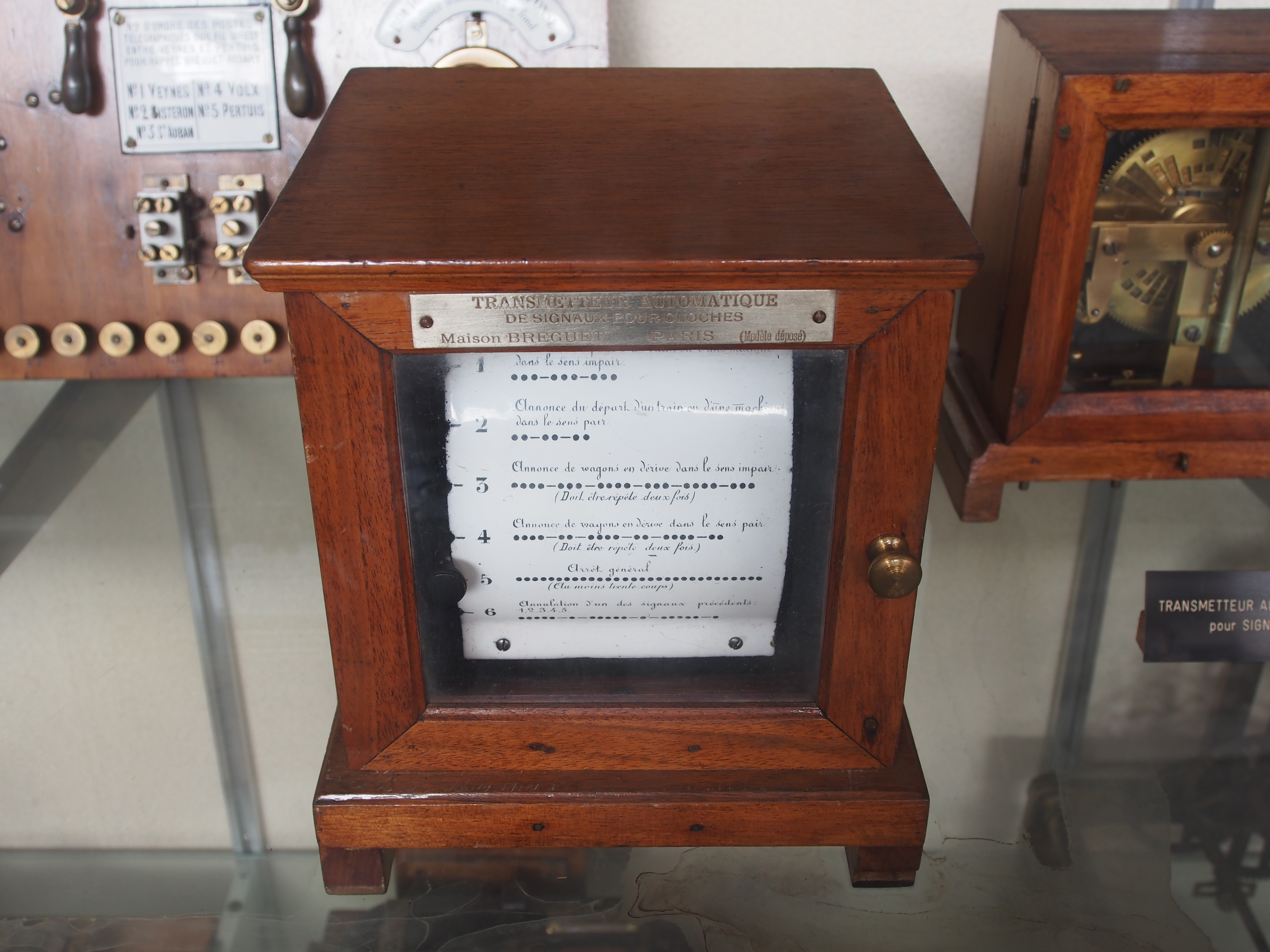
Transmetteur Bréguet.
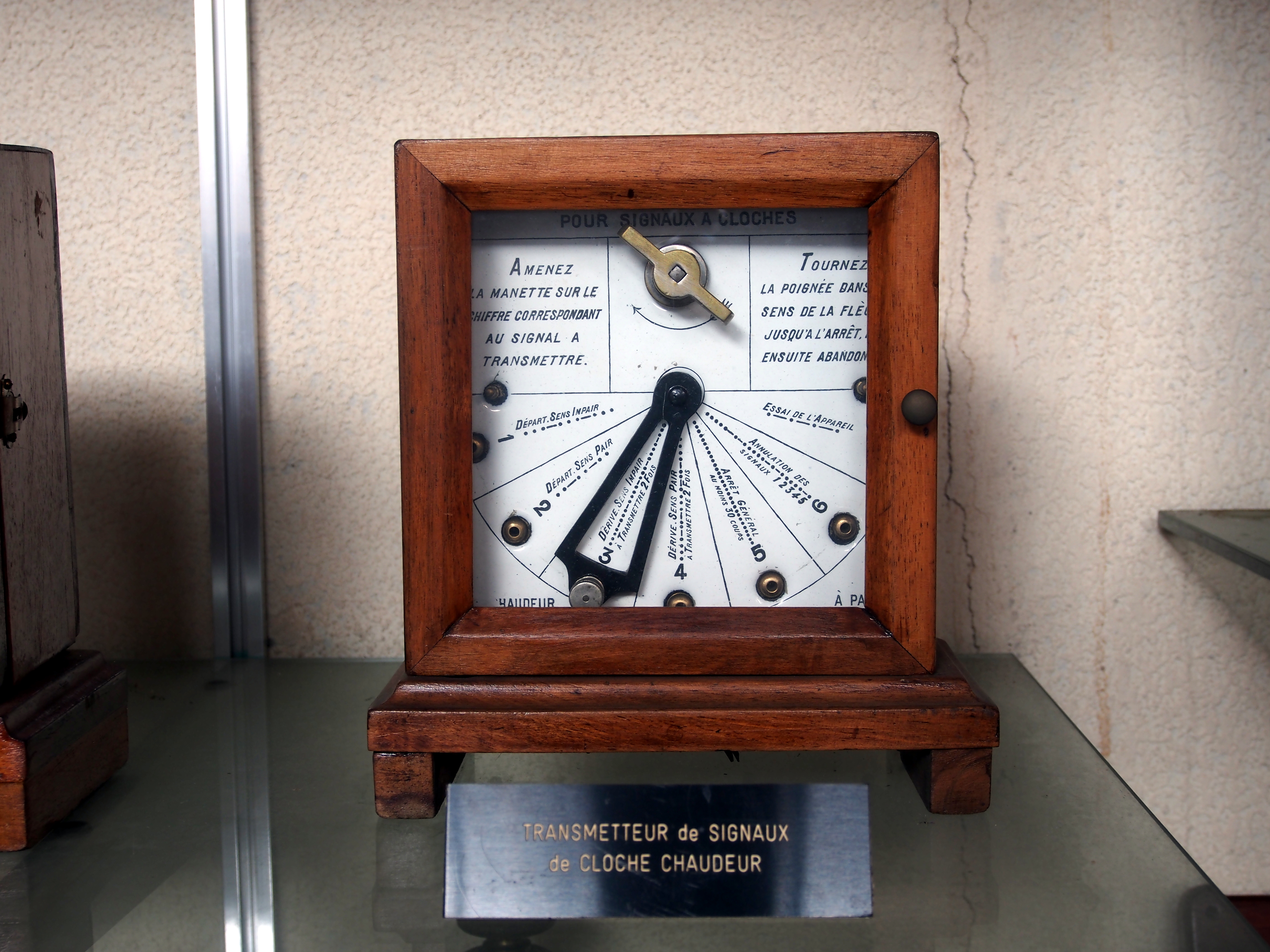
Transmetteur Chaudeur.

Les codes transmis par les cloches sont clairement définis et sus de tous les agents de l'exploitation. Chaque compagnie arrête sa propre codification en définissant des successions de coups de cloches et de silences ; chaque coup de cloche est espacé de 2 à 3 secondes tandis que les silences doivent durer entre 6 et 8 secondes,. Les codes sont parfois illustrés directement sur une petite plaque en métal fixée sur la cloche,.
| Signification                                          | Ouest (1880),                  | SOS (1890)                                                       | PLM (1932) SNCF région Sud-Est       |
| ------------------------------------------------------ | ------------------------------ | ---------------------------------------------------------------- | ------------------------------------ |
| Départ d'un train ou d'une machine dans le sens pair   | •• ― •• ― ••                   | •• ― ••                                                          | •• ― •• ― ••                         |
| Départ d'un train ou d'une machine dans le sens impair | ••• ― ••• ― •••                | ••• ― ••• ― •••                                                  | ••• ― ••• ― •••                      |
| Véhicules en dérive                                    |                                | •••• ― •••• ― •••• ― ••••                                        |                                      |
| Véhicules en dérive dans le sens pair                  | •• ― •• ― ••                   | Ligne de Genève à Nyon •••• •• ― •••• •• ― •••• •• ― •••• ••     | •••• ― •• ― •••• ― •• ― •••• ― ••    |
| Véhicules en dérive dans le sens impair                | ••• ― ••• ― •••                | Ligne de Genève à Nyon •••• ••• ― •••• ••• ― •••• ••• ― •••• ••• | •••• ― ••• ― •••• ― ••• ― •••• ― ••• |
| Arrêt général                                          | •••••••••••••••••••••••••••••• | •••••• ― •••••• ― •••••• ― •••••• ― ••••••                       | ••••••••••••••••••••••••••••••       |
| Annulation d'un des signaux précédents                 | ••• ― •• ― ••• ― •• ― •••      |                                                                  | •••• ― • ― •••• ― • ― ••••           |

Les cloches du Nord présentent la particularité de compléter le signal sonore par une indication visuelle indiquant la voie allant recevoir le train annoncée grâce à un petit sémaphore monté directement sur le chapeau de la cloche,.

## Fonctionnement

Remontage d'une cloche Siemens par une garde-barrière suisse.

Les cloches sont composées d'une partie électrique et d'une partie mécanique, semblable à un mouvement d'horlogerie. Elles sont connectées en série par une ligne aérienne tandis que le retour de courant se fait par la terre avec connexion au rail pour en améliorer la fiabilité. Le tintement des cloches est déclenché à distance soit par l'émission d'un courant induit pour le système Siemens, soit par l'interruption d'un courant continu pour le système Leopolder.
Dans les cloches Siemens, un poids est attaché à un câble qui est enroulé autour d'un tambour en fonte. Une roue à rochet fixée au tambour entraîne un plateau sur lequel neuf doigts en bronze sont fixés. Une fourchette, maintenue en place par un ressort, bloque un levier qui retient un des doigts en bronze et empêche le plateau de tourner. Dès qu'un courant induit est reçu, la fourchette est attirée par un électroaimant placé à proximité, le levier bascule, libère le doigt et le plateau est entraîné en rotation par le tambour et le déroulement du câble du poids. Le plateau tourne alors d'un neuvième de tour, ce qui actionne le marteau qui fait tinter la cloche. À l'arrêt du signal de courant induit, le système est remis à l'équilibre par le ressort de rappel de la fourchette qui remet en place le levier, bloque le plateau et empêche le câble du poids de se dérouler. Le système nécessite d'être remonté régulièrement à mesure que le câble du poids se déroule. Le remontage s'effectue tous les deux cents coups de cloche environ avec une manivelle qui se place en bout de l'axe du tambour,.
Le fonctionnement est similaire pour les cloches Leopolder : un courant continu délivré par plusieurs piles circule en permanence dans le circuit. La fourchette qui retient le mécanisme est alors attirée par un électroaimant et le système est à l'équilibre. Un commutateur placé entre les piles et l'électroaimant permet d'ouvrir le circuit. Dans ce cas, l'électroaimant n'est plus alimenté, la fourchette est libérée et le marteau fait tinter la cloche. Comme pour les cloches Siemens, un poids attaché à un câble doit régulièrement être remonté afin d'actionner le mécanisme de la cloche Leopolder. Ce dernier est situé à l'intérieur du bâtiment (gare ou maison de garde-barrière) alors que la cloche est à l'extérieur fixée sur le mur ; un câble traversant le mur permet la commande du marteau par le mécanisme intérieur.
Dans tous les cas, le remontage des cloches incombe aux employés des gares, aux gardes-barrières ou aux cantonniers,. En tant que système de sécurité essentiel, le fonctionnement des cloches est vérifié régulièrement par des équipes dédiées à l'aide de codes spécifiques,.

## Galerie

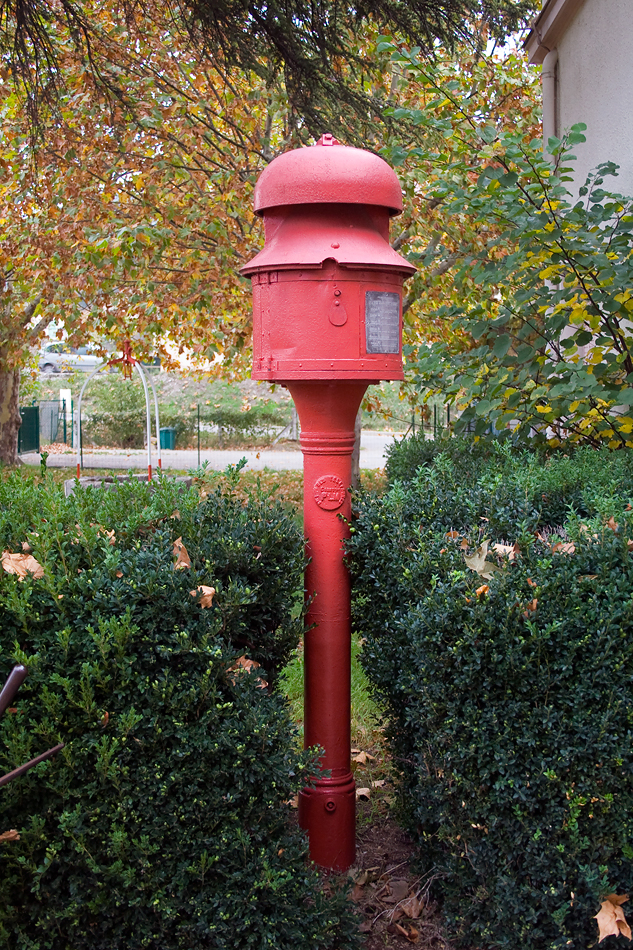
Cloche PLM à Die.
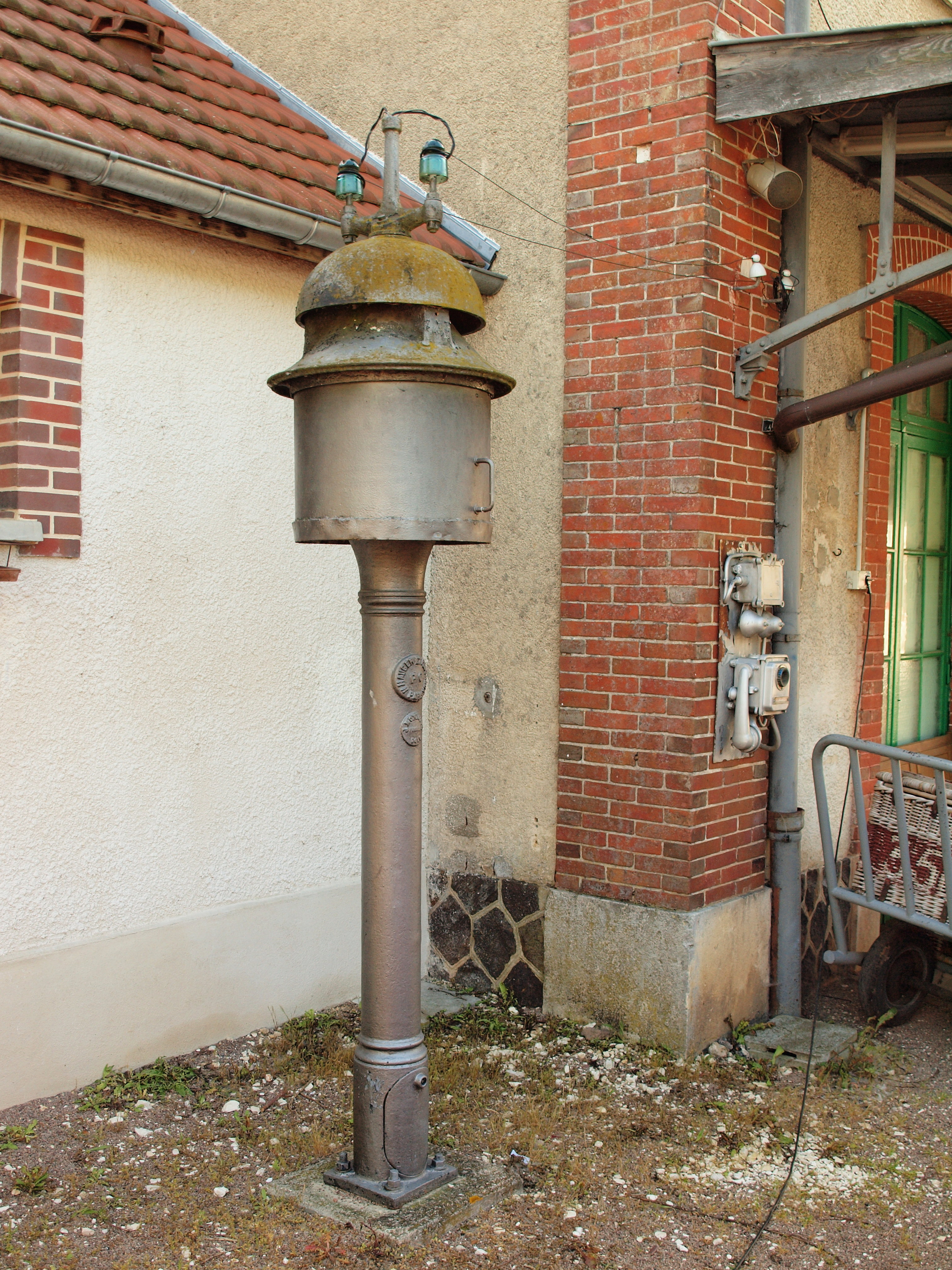
Cloche PO à Toucy.
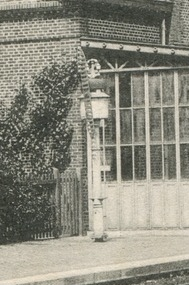
Cloche Nord à Mennevret.
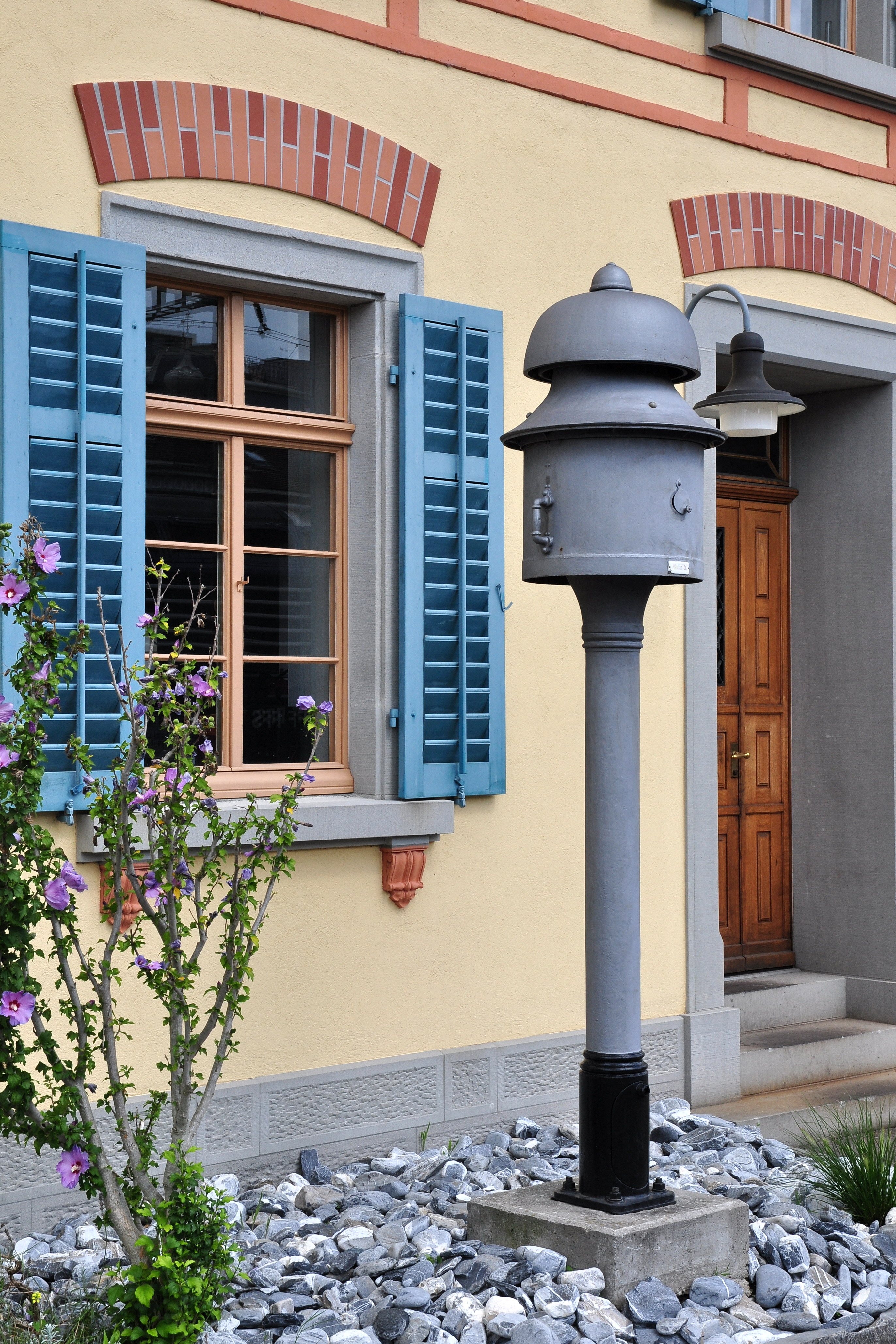
Cloche CFF à Uster.